# Leptaulax arayai
Leptaulax arayai là một loài bọ cánh cứng trong họ Passalidae. Loài này được Johki & Kon miêu tả khoa học năm 2003.